# Rasha Nasr
Rasha Nasr (* 12 de maio de 1992 em Dresden) é uma política alemã (SPD). Nasr foi eleita para o 20º Bundestag alemão nas eleições federais de 2021 através da lista regional da Saxônia. Desde 17 de setembro de 2022, Nasr é também presidente do SPD de Dresden juntamente com Albrecht Pallas.

### Biografia
Os pais de Nasr emigraram da Síria para a RDA em 1986. Ela cresceu junto com seu irmão mais velho primeiro em Dresden e, desde 1995, perto de Wilsdruff em uma vila no distrito de Meißen. Em 2010, Nasr completou seu Abitur no Gymnasium Geschwister-Scholl em Nossen. Posteriormente, ela estudou Ciência Política na Universidade Técnica de Dresden e se formou com um diploma de bacharel em 2014. Inicialmente, Nasr trabalhou no departamento de imprensa da Universidade Técnica de Dresden e depois como coordenadora de asilo e delegada de integração da cidade de Freiberg.
Em 2017, Nasr juntou-se ao SPD e trabalhou desde então no departamento de imprensa do SPD da Saxônia, e desde 2020 como chefe de gabinete do deputado estadual Albrecht Pallas. De 2019 a 2021, ela foi conselheira distrital voluntária no distrito de Altstadt em Dresden. Além disso, é membro do sindicato ver.di e da Associação Germano-Síria de Dresden. Em 17 de setembro de 2022, Nasr foi eleita nova presidente do SPD de Dresden juntamente com o deputado estadual e anterior presidente da associação local Albrecht Pallas. Anteriormente, Nasr fazia parte da diretoria como membro suplente.
Nas eleições federais de 2021, Nasr candidatou-se no distrito eleitoral de Dresden I (159) e obteve 14,6 por cento dos votos de primeira preferência, ocupando o quarto lugar atrás de Markus Reichel (CDU), Katja Kipping (Die Linke) e Jens Maier (AfD). No entanto, graças ao quarto lugar na lista regional do SPD da Saxônia, Nasr conseguiu entrar no Bundestag. Ela é a primeira deputada do SPD da Saxônia com antecedentes migratórios. Foi apoiada significativamente na sua candidatura pela iniciativa política Brand New Bundestag. Inicialmente, dentro do grupo parlamentar do SPD, ela uniu-se tanto à Esquerda Parlamentar quanto à Rede de Berlim, mas desde 2023, Nasr é membro apenas da Rede de Berlim, onde também faz parte da diretoria.